# East Vandergrift
East Vandergrift ist ein Borough im Westmoreland County im US-Bundesstaat Pennsylvania. Das U.S. Census Bureau hat bei der Volkszählung 2020 eine Einwohnerzahl von 602 ermittelt.

## Demografie
Nach dem Census of 2000 lebten 742 Personen in 333 Haushalten und 204 Familien im Borough. Die Bevölkerung teilte sich in 99,60 % Weiße und je 0,13 % mit zwei bzw. mehr Ethnizitäten, Afroamerikaner und Indianer/Ureinwohner Alaskas auf. Das mittlere Haushaltseinkommen lag bei 25.817 US-Dollar und die Armutsquote bei 16,0 %.

## Söhne und Töchter des Boroughs
- Adam Joseph Kardinal Maida, emeritierter römisch-katholischer Erzbischof von Detroit